# Електроугли
Електроугли (на руски: Электроугли) е град в Русия, разположен в Ногински район, Московска област. Населението му през 2017 година е 20 687 души.